# Daniel Høegh
Daniel Mathias Høegh (født 6. januar 1991) er en dansk professionel fodboldspiller (forsvarer), der spiller i Danmark for Randers FC
Den 30. august 2010 fik han sin superligadebut for OB mod FCM, da han på Odense Stadion spillede alle 90 minutter i OB's midterforsvar.
Han skrev kontrakt med den schweiziske klub FC Basel d. 2. juni 2015 og slutter sig til klubben til sommer på en 4-årig kontrakt. 